# Iglesia del Niño Jesús de Praga
La Parroquia Santuario del Milagroso Niño Jesús de Praga es un templo católico ubicado al norte del río Mapocho, en la intersección de General Borgoño con Independencia, en la comuna de Independencia, ciudad de Santiago, Chile. De estilo neogótico, la iglesia pertenece a la Orden de los Carmelitas Descalzos y está dedicado a la infancia de Jesús bajo la advocación del Milagroso Niño Jesús de Praga.
Su actual párroco es el Fraile Carmelita Descalzo Leonel Ceniceros.

## Historia
En el periodo colonial el terreno donde se encuentra la iglesia era propiedad del corregidor Luis Manuel de Zañartu. Posteriormente pasó a propiedad de las monjas carmelitas de San Rafael, quienes finalmente cedieron los terrenos a la Orden de los Carmelitas Descalzos para la construcción del templo.
La iglesia fue construida entre los años 1916 y 1920 por el hermano Juan Rufo de San José en estilo neogótico, que destaca por su torre hexagonal de 45 metros de altura. Tuvo su inauguración solemne el 20 de noviembre de 1920.
Fue erigida como parroquia el 11 de febrero de 1932, siendo su primer párroco Fray Juan Cruz.

## Datos del Santuario
El templo mide 43 metros de largo, 20 metros de ancho y 18 metros de alto. Su arquitecto fue el Hermano Rufo de San José, Carmelita Descalzo.
Los materiales empleados en su construcción fueron chilenos. Se destaca el mármol con reflejos de ágata de Copiapó, las maderas veteadas del Sur y las artísticas rejas y puertas forjadas en Santiago.
El Vía crucis se trajo de Lyon, Francia, y las imágenes y vidrieras de España. Son del notable artista español Francisco Font las imágenes de la Santísima Virgen del Carmen, del Sagrado Corazón de Jesús, de San José de Nazaret, de Santa Teresa de Jesús, San Juan de la Cruz y del Profeta Elías.
Las preciosas vidrieras policromadas, realizadas en Barcelona por la casa Rigalt Bulbena y Cía., representan, partiendo desde el altar a la derecha: la Virgen del Carmen y el Niño Jesús de Praga; los santos Francisco de Asís y Domingo de Guzmán; los Santos José de Nazaret y Juan de la Cruz; el Buen Pastor y la Inmaculada Concepción; la Aparición de San José a Santa Teresa y de la Virgen del Carmen entregando el Escapulario del Carmen a San Simón Stock; el Niño Jesús con su Madre y la Virgen María con Santa Ana; aparición de Nuestra Señora de Lourdes y del Sagrado Corazón de Jesús, y los Santos Pedro y Pablo.
Desde el altar a la izquierda: San Elías y Santa Teresa de Jesús; San Alfonso María de Ligorio y San Ignacio de Loyola; San Joaquín y Santa Ana (madre de María); Sagrados Corazones de Jesús y María; aparición del Niño Jesús al Padre Cirilo y a Santa Teresa de Jesús; el Niño Jesús en el taller de San José y la transverberación de Santa Teresa; la Sagrada Familia y la muerte de San José; y los Arcángeles Rafael y Gabriel.
El magnífico órgano tubular - uno de los mejores de Chile - es de la casa Walker y Cía. Tiene 3 teclados y 33 registros.

## Altar del Milagroso Niño Jesús de Praga
La encantadora imagen que en él se venera, representa al Niño Jesús en actitud de bendecir, repitiendo su consoladora promesa: "Cuanto más me honréis, más os favoreceré". Buena prueba de que la cumple con creces son las cerca de 2000 placas de bronce que recubren la pared del costado, dando testimonio de los incontables favores que El reparte desde su trono de Santiago. 
Bajo el altar, un bajorrelieve muestra a Jesús asombrando a los doctores de la ley con sus preguntas y respuestas.
Junto a las imagen del Niño Jesús de Praga, se encuentran las imágenes de Santa Teresa de Lisieux, religiosa carmelita francesa, y de San Martín de Porres, religioso dominico del Perú.

## Lista de Párrocos
| Nombre                                                | Período                                 | Nota                       |
| ----------------------------------------------------- | --------------------------------------- | -------------------------- |
| Fr. Juan Cruz                                         | (1932) +                                |                            |
| Fr. Telésforo de los Apóstoles                        | (1933 - 1935) +                         |                            |
| Fr. Bartolomé de Santo Domingo                        | (1936) +                                |                            |
| Fr. Espiridión de San José                            | (1936 - 1938) +                         |                            |
| Fr. Bartolomé de Santo Domingo                        | (febrero a junio de 1939) +             |                            |
| Fr. Gil del Sagrado Corazón                           | (junio 1939 - febrero 1942) +           |                            |
| Fr. Juan Evangelista del Santísimo Sacramento         | (febrero de 1942 - julio de 1942) +     | (Suplente)                 |
| Fr. Gil del Sagrado Corazón                           | (julio de 1942 - febrero de 1948) +     | (Interino)                 |
| Fr. Bernardo de la Sagrada Familia                    | (febrero a junio de 1948) +             |                            |
| Fr. Juan Cruz                                         | (junio de 1948 - agosto de 1954) +      |                            |
| Fr. Angelo de la Santísima Trinidad                   | (agosto de 1954 - junio de 1957) +      |                            |
| Fr. Bernardo de la Sagrada Familia                    | (junio a noviembre de 1957) +           | (Interino)                 |
| Fr. Juan Cruz                                         | (diciembre de 1957 - diciembre 1960) +  |                            |
| Fr. José Joaquín Urquidi                              | (diciembre 1960 - junio 1963) +         |                            |
| Fr. Esteban Mancisidor Ugarte de la Virgen del Carmen | (junio de 1963 - noviembre de 1972) +   |                            |
| Fr. Baltazar Herrera de la Virgen del Carmen          | (noviembre de 1972 - octubre de 1973) + |                            |
| Fr. José Joaquín Urquidi                              | (noviembre de 1973 - mayo de 1977) +    |                            |
| Fr. Ramón Agúndez                                     | (junio de 1977 - diciembre de 1978) +   |                            |
| Fr. Félix Astorkia                                    | (enero de 1979 - diciembre de 1981) +   |                            |
| Fr. José Joaquín Urquidi                              | (enero de 1982 - febrero de 1985) +     |                            |
| Fr. José Miguel Medina                                | (marzo de 1985 - abril de 1986)         |                            |
| Fr. Miguel Ángel Artázcoz                             | (mayo de 1986 - abril de 1987) +        |                            |
| Fr. José Miguel Medina                                | (mayo de 1987 - febrero de 1988)        |                            |
| Fr. Esteban Mancisidor Ugarte de la Virgen del Carmen | (marzo de 1988 - junio de 1993) +       |                            |
| Fr. Mario López                                       | (julio de 1993 - marzo de 1994)         |                            |
| Fr. Félix Astorkia                                    | (abril de 1994 - enero de 1997) +       |                            |
| Fr. Sergio Sotelo                                     | (febrero de 1997 - marzo de 2009)       |                            |
| Fr. Antonio Pérez                                     | (abril de 2009 - febrero de 2011)       |                            |
| Fr. Sergio Sotelo                                     | (marzo a septiembre de 2011)            | (Administrador parroquial) |
| Fr. Gilberto Urrego                                   | (septiembre de 2011 - febrero de 2014)  |                            |
| Fr. Luis Andrés Matta                                 | (marzo de 2014 - febrero de 2017)       |                            |
| Fr. Martín Bernales                                   | (marzo de 2017 - febrero de 2020)       |                            |
| Fr. Antonio Pérez                                     | (marzo de 2020 - febrero de 2025)       |                            |
| Fr. Leonel Ceniceros                                  | (nombrado 2025)                         |                            |